# Episodi di Naruto: Shippuden (ventottesima stagione)
La storia di Shikamaru: Una nuvola che fluttua nella tenebra silente (シカマル秘伝 闇の黙に浮ぶ雲?, Shikamaru hiden yami no shijima ni ukabu kumo) costituisce la ventottesima stagione dell'anime Naruto: Shippuden ed è composta dagli episodi che vanno dal 489 al 493. La regia è di Watabe Takumi ed è prodotta da TV Tokyo e Pierrot.
La ventottesima stagione è stata trasmessa in Giappone dal 12 gennaio 2017 al 9 febbraio 2017 su TV Tokyo. È stata pubblicata in simulcast con sottotitoli in italiano sulla piattaforma Crunchyroll. L'edizione doppiata in italiano è stata trasmessa su Italia 2 dal 16 al 23 aprile 2024.
La stagione adotta una sigla di apertura: Kara no Kokoro di Anly (episodi 489-493), e una sigla di chiusura: Zetsu Zetsu degli Swimy (episodi 489-493).

## Lista episodi
| Nº  | Titolo italiano Giapponese 「Kanji」 - Rōmaji | In onda         | In onda        |
| Nº  | Titolo italiano Giapponese 「Kanji」 - Rōmaji | Giapponese      | Italiano       |
| 489 | La storia di Shikamaru: Una nuvola che fluttua nella tenebra silente - Parte 1: Lo stato delle cose 「風雲」 - Fūun | 12 gennaio 2017 | 16 aprile 2024 |
| 489 | Shikamaru lavora in un ufficio ma si annoia e lo fa solo finché Naruto non diventerà Hokage. A un incontro dell'Alleanza Shinobi, Shikamaru e altri ambasciatori del villaggio discutono del declino delle missioni ninja e Temari sospetta che Shikamaru stia nascondendo qualcosa. Quando fa rapporto a Kakashi, Shikamaru rivela i sospetti che la Terra del Silenzio sia responsabile dell'aumento dei ninja scomparsi e Konoha sta indagando. Sai è già stato inviato sul posto a controllare. Tuttavia i rapporti di Sai sembrano sospetti e Kakashi vuole mandare Shikamaru ad assassinare o catturare il leader, Gengo, con l'aiuto di due Anbu, Ro e Soku. Shikamaru cena con Ino e Choji e visita le tombe di suo padre e Asuma, e viene raggiunto da Mirai e Kurenai. Al mattino, Shikamaru si prepara per partire e incontra Naruto per un momento prima di arrivare ai cancelli del villaggio. |                 |                |
| 490 | La storia di Shikamaru: Una nuvola che fluttua nella tenebra silente - Parte 2: Nuvole scure 「暗雲」 - An'un | 19 gennaio 2017 | 23 aprile 2024 |
| 490 | Shikamaru, Soku e Ro arrivano alla Terra del Silenzio. Cercano di travestirsi per arrivare al posto di blocco, ma scoprono che è pesantemente sorvegliato. Si dirigono all'ultima posizione di Sai, che è una locanda e Shikamaru cerca di ottenere informazioni giocando a shogi con un abitante del villaggio. Soku è costernata dal fatto che gli shinobi siano visti come pedine usa e getta per i cittadini. Sfoga la sua frustrazione mentre parla con un cameriere Komori e considera di disertare Konoha, il che la allontana da Shikamaru e Ro. Va al posto di blocco per dimostrare il suo valore e vede che Komori è un membro dell'unità di Gengo, poiché voleva vedere di persona l'abilità di Soku. Shikamaru e Ro cercano di fermarla, ma apparentemente vengono uccisi da Soku. Una volta superato il posto di blocco, Soku mette KO Komori e incontra Shikamaru e Ro (che erano rimasti vittima di una finta trance mortale) per guidarli all'interno della Terra del Silenzio.                                                                                       |                 |                |
| 491 | La storia di Shikamaru: Una nuvola che fluttua nella tenebra silente - Parte 3: Incoscienza 「闇雲」 - Yamikumo | 26 gennaio 2017 | 23 aprile 2024 |
| 491 | Shikamaru mostra a Rō le poche informazioni che hanno su Gengo. Soku si riunisce a Rō e Shikamaru e li informa che nessuno sa nulla di Gengo o del suo castello. Girano per la Terra del Silenzio e trovano un ninja scomparso di Konoha, Minoichi, che rapiscono per saperne di più su Gengo. Più tardi quella notte, Gengo appare per un discorso pubblico e rivela un infiltrato, Sai, per il quale la folla chiede la sua morte. Mentre le parole di Gengo iniziano a influenzarli, Shikamaru e Rō creano un diversivo per cercare di salvare Sai, ma lui li attacca, essendo sotto una specie di controllo mentale da parte di Gengo. Le parole di Gengo influenzano anche Rō e Soku che cercano di convertire Shikamaru, ma lui si strangola con la sua stessa ombra per evitarlo. |                 |                |
| 492 | La storia di Shikamaru: Una nuvola che fluttua nella tenebra silente - Parte 4: Una nuvola di sospetto 「疑雲」 - Giun | 2 febbraio 2017 | 23 aprile 2024 |
| 493 | La storia di Shikamaru: Una nuvola che fluttua nella tenebra silente - Parte 5: L'alba 「東雲」 - Shinonome | 9 febbraio 2017 | 23 aprile 2024 |
| 493 | Mentre Shikamaru insegue Gengo attraverso il suo castello, la tecnica di Gengo su Sai, Rō e Soku si indebolisce mentre combattono con Ino, Chōji e Temari. Gengo attira Shikamaru in una stanza buia in modo che non possa usare le sue ombre e che il suo udito diventi vulnerabile al jutsu di Gengo. Gengo racconta a Shikamaru del suo passato con Zabuza e di come abbia plasmato la sua ideologia. Ino entra nella mente di Sai per spezzare completamente la presa di Gengo su di lui. Gengo racconta a Shikamaru il suo piano per infiltrarsi nei villaggi nascosti e può fargli causare incidenti ovunque. Il jutsu di Gengo manifesta l'oscurità in Shikamaru, ma dopo aver pensato a Naruto, non ne è stato influenzato. Mentre Temari e gli altri raggiungono la loro posizione, Shikamaru chiama Rō e Soku (nel frattempo anch'essi liberati dal jutsu da Choji e Temari) per finire la loro missione. Insieme, sono riusciti a rendere inutile il jutsu di Gengo e a prenderlo in custodia. Dopo la missione, Shikamaru e Sai chiedono a Temari e Ino di uscire insieme. |                 |                |

## DVD

### Giappone
Gli episodi della ventottesima stagione di Naruto: Shippuden vengono distribuiti in Giappone anche tramite DVD, il 6 settembre 2017.
| Volume | Episodi | Data di pubblicazione | Extra |
| ------ | ------- | --------------------- | ----- |
| 1      | 489-493 | 6 settembre 2017      | —     |